# While You Were Sleeping (Fernsehserie)
While You Were Sleeping (Hangeul: 당신이 잠든 사이에; Revidierte Romanisierung: Dangsin-i Jamdeun Saie) ist eine südkoreanische TV-Serie von SBS mit Lee Jong-suk, Bae Suzy, Lee Sang-yeob, Jung Hae-in und Ko Sung-hee. Sie wurde vom 27. September bis zum 16. November 2017 gesendet.

## Handlung
Nam Hong-Joo, die die Zukunft in ihren Träumen vorhersehen kann, trifft auf den Staatsanwalt Jung Jea-Chan und den Polizisten Han Woo-tak, die die gleiche Fähigkeit beherrschen. Da aber die meisten Träume schlimm sind, versuchen sie, die Zukunft zu ändern, um zu verhindern, dass ein Unglück passiert. Es entwickelt sich mit der Zeit eine Art Freundschaft zwischen den dreien und später verlieben sich sogar die zwei jungen Männer in Nam Hong-Joo. Ihr Herz gehört allerdings nur einem von ihnen, nämlich Jung Jea-Chan. Nachdem sich herausstellt, warum gerade sie es sind, die diese Fähigkeit besitzen, suchen sie eine Person, die möglicherweise auch über diese Fähigkeit verfügt, und tatsächlich finden sie diese.

## Die Rollen

### Hauptrollen
- Lee Jong-suk als Jung Jae Chan (Nam Da-reum als junger Jung Jae Chan): ein 29-jähriger Staatsanwalt-Anfänger. Obwohl er kalt ist und keinen Sinn für Humor hat, ist er in einigen Aspekten immer noch dumm. Er besitzt auch die gleiche Fähigkeit wie Nam Hong Joo und Han Woo Tak und versucht mit ihnen alles, um die Unglücke zu verhindern. Er hat das Leben von Han Woo Tak gerettet, nachdem er einen seiner Träume verhinderte, bekommt aber meistens Träume von Nam Hong Joo, da sein Leben von ihr gerettet wurde, als beide noch Kinder waren. Anfangs konnte er weder diese Fähigkeit noch Nam Hong Joo ertragen. Mit der Zeit gewöhnte er sich daran und verliebte sich sogar in Nam Hong Joo.
- Bae Suzy als Nam Hong Joo (Shin Yi-joon als junge Nam Hong Joo): eine 29-jährige Frau, die eine Gabe besitzt, die Zukunft in ihren Träumen vorherzusehen. In der Serie hat sie als Erste diese Gabe. Es wird nicht gesagt, von wem oder wieso sie sie bekam. Sie wohnt alleine mit ihrer Mutter. Ihr Vater starb, als sie noch ein Kind war. Sie hat Jae Chan schon als Kind das Leben gerettet und gab ihm somit auch dieselbe Gabe. Ihr Leben wurde auch von Jae Chan gerettet und deswegen hängen viele ihrer persönlichen Träume mit ihm zusammen.
- Lee Sang-yeob als Lee Yoo Bum (Yeo Hoe-hyun als junger Lee Yoo Bum): war ein ziemlich erfolgreicher Staatsanwalt und wurde zu einem unabhängigen Anwalt, der sich nicht an die Gesetze hält und sein Bestes gibt, Schuldige, die allerdings viel bezahlen können, freigesprochen werden. Er war der Grund, warum Jung Jae Chan Probleme mit seinem Vater hatte.
- Jung Hae-in als Han Woo Tak: ein 29-Jähriger Polizist, der die gleiche Gabe hat, wie Jung Jae Chan und Nam Hong Joo. Sein Leben wurde von Jung Jae Chan gerettet, weswegen auch seine persönlichen Träume mit ihm etwas zu tun haben.
- Ko Sung-hee als Shin Hee-min: eine junge und ziemlich erfolgreiche Staatsanwältin, die auch sehr gut aussieht, was auch ein Grund ist für ihren ganzen Erfolg.

### Nebenrollen

#### Detektive und Staatsanwälte
- Min Sung-wook als Lee Ji-kwang
- Bae Hae-sun als Son Woo-joo
- Lee Ki-young als Park Dae-young
- Kim Won-hae als Choi Dam-Dong
- Park Jin-joo als Moon Hyang-mi
- Son San als Min Jung-ha
- Lee Bong-ryeon als Ko Pil-suk

#### Leute im Umfeld von Jung Jae-Chan
- Shin Jae-ha als Jung Seung-won, Jae-chans kleiner Bruder
- Lee Jung-eun als Jae-chans Mutter

#### Leute im Umfeld von Nam Hong-Joo
- Hwang Young-hee als Yoon Moon-sun, Hong-joos Mutter

#### Andere
- Lee Yoo-joon als Oh Kyung-han (ein Polizist der mit Han Woo-tak arbeitet)
- Kim Da-ye als Kang Cho-hee (die Verkäuferin im Cafe)
- Oh Eui-sik als Bong Du-hyun (SBC Reporter)
- Huh Jun-suk als Dong-kyun (SBC Reporter)
- Pyo Ye-jin als Cha Yeo-jung (eine Polizistin, die in Han Woo-tak verliebt ist)

## Episodenliste
| Episode nr. | Titel                                                 | Titel auf Deutsch                              | Datum    |
| 1           | While You Were Sleeping (당신이 잠든 사이에)          | Während du schliefst                           | 27.09.17 |
| 2           | While You Were Sleeping (당신이 잠든 사이에)          | Während du schliefst                           | 27.09.17 |
| 3           | The Good, The Bad, The Weird (좋은놈 나쁜놈 이상한놈) | Der Gute, der schlechte, die Komische          | 28.09.17 |
| 4           | The Good, The Bad, The Weird (좋은놈 나쁜놈 이상한놈) | Der Gute, der schlechte, die Komische          | 28.09.17 |
| 5           | Secretly, Greatly (은밀하게 위대하게)                 | Heimlich, großartig                            | 04.10.17 |
| 6           | Secretly, Greatly (은밀하게 위대하게)                 | Heimlich, großartig                            |          |
| 7           | A Few Good Men (어 퓨 굿 맨)                          | Ein paar gute Männer                           | 04.10.17 |
| 8           | A Few Good Men (어 퓨 굿 맨)                          | Ein paar gute Männer                           | 04.10.17 |
| 9           | Don't Trust Her (그녀를 믿지 마세요)                  | Vertrau ihr nicht                              | 11.10.17 |
| 10          | Don't Trust Her (그녀를 믿지 마세요)                  | Vertrau ihr nicht                              | 11.10.17 |
| 11          | A City of Blinds (눈먼자들의 도시)                    | Eine Stadt aus Blinden                         | 12.10.17 |
| 12          | A City of Blinds (눈먼자들의 도시)                    | Eine Stadt aus Blinden                         | 12.10.17 |
| 13          | Secret That Can't Be Told (말할수 없는 비밀)          | Das Geheimnis, das nicht verraten werden darf. | 18.10.17 |
| 14          | Secret That Can't Be Told (말할수 없는 비밀)          | Das Geheimnis, das nicht verraten werden darf. | 18.10.17 |
| 15          | Pride and Prejudice (오만과 편견)                     | Stolz und Vorurteil                            | 19.10.17 |
| 16          | Pride and Prejudice (오만과 편견)                     | Stolz und Vorurteil                            | 19.10.17 |
| 17          | The Usual Suspect (유주얼 서스펙트)                   | Das gewöhnliche Verdächtige                    | 25.10.17 |
| 18          | The Usual Suspect (유주얼 서스펙트)                   | Das gewöhnliche Verdächtige                    | 25.10.17 |
| 19          | A Boy Meets a Girl (소년, 소녀 만나다)                | Ein Junge trifft ein Mädchen                   | 26.10.17 |
| 20          | A Boy Meets a Girl (소년, 소녀 만나다)                | Ein Junge trifft ein Mädchen                   | 26.10.17 |
| 21          | To Die or to be Bad (죽거나 혹은 나쁘거나)            | Zu sterben oder schlecht zu sein               | 01.11.17 |
| 22          | To Die or to be Bad (죽거나 혹은 나쁘거나)            | Zu sterben oder schlecht zu sein               | 01.11.17 |
| 23          | Knocking on Heaven's Door (노킹온 헤븐스 도어)        | Klopfen an Himmelstor                          | 02.11.17 |
| 24          | Knocking on Heaven's Door (노킹온 헤븐스 도어)        | Klopfen an Himmelstor                          | 02.11.17 |
| 25          | We're on Our Way To Meet You Now (지금 만나러 갑니다) | wie sind auf dem Weg, um dich zu treffen       | 08.11.17 |
| 26          | We're on Our Way To Meet You Now (지금 만나러 갑니다) | wie sind auf dem Weg, um dich zu treffen       | 08.11.17 |
| 27          | Catch Me if You Can (캐치미 이프유캔)                 | Fang mich, wenn du kannst                      | 09.11.17 |
| 28          | Catch Me if You Can (캐치미 이프유캔)                 | Fang mich, wenn du kannst                      | 09.11.17 |
| 29          | Stand By Me (스탠 바이 미)                            | Steh bei mir                                   | 15.11.17 |
| 30          | Stand By Me (스탠 바이 미)                            | Steh bei mir                                   | 15.11.17 |
| 31          | Goodbye, My Friend (굿 바이 마이 프랜드)              | Auf Wiedersehen, mein Freund                   | 16.11.17 |
| 32          | Goodbye, My Friend (굿 바이 마이 프랜드)              | Auf Wiedersehen, mein Freund                   | 16.11.17 |

## Lieder der Serie
| Lied Nr. | Titel                   | Übersetzung                  | Sänger          | Länge    |
| 1        | When Night falls        | Wenn die Nacht kommt         | Eddy Kim        | 03:48:00 |
| 2        | It´s you                | Du bist es                   | Henry           | 03:51:00 |
| 3        | You Belong to My World  | Du gehörst zu meiner Welt    | Roy Kim         | 03:38:00 |
| 4        | I Love You Boy          | Ich liebe dich, Junge        | Suzy            | 04:30:00 |
| 5        | While You Were Sleeping | Während du schliefst         | Brother Su SE O | 03:22:00 |
| 5        | Your World              | Deine Welt                   | SE O            | 03:37:00 |
| 6        | Lucid Dream             | Klartraum                    | Monogram        | 03:41:00 |
| 7        | I Miss You Today Too    | Ich vermisse dich auch heute | Davici          | 03:22:00 |
| 8        | Maze                    | Irrgarten                    | Kim Na -Young   | 03:31:00 |
| 9        | Come To Me              | Komm zu mir                  | Lee Jong-Suk    | 03:21:00 |
| 10       | IF                      | Wenn                         | Jung Joon-il    | 03:46:00 |
| 11       | I'll Tell It            | ich werde es sagen           | Jang Da-bin     | 03:59:00 |

## Auszeichnungen
2018: Seoul International Drama Awards – Top Excellence Award for Hallyu Dramas